# Nías

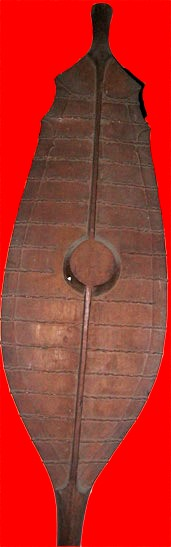
Nías: Escudo ceremonial.

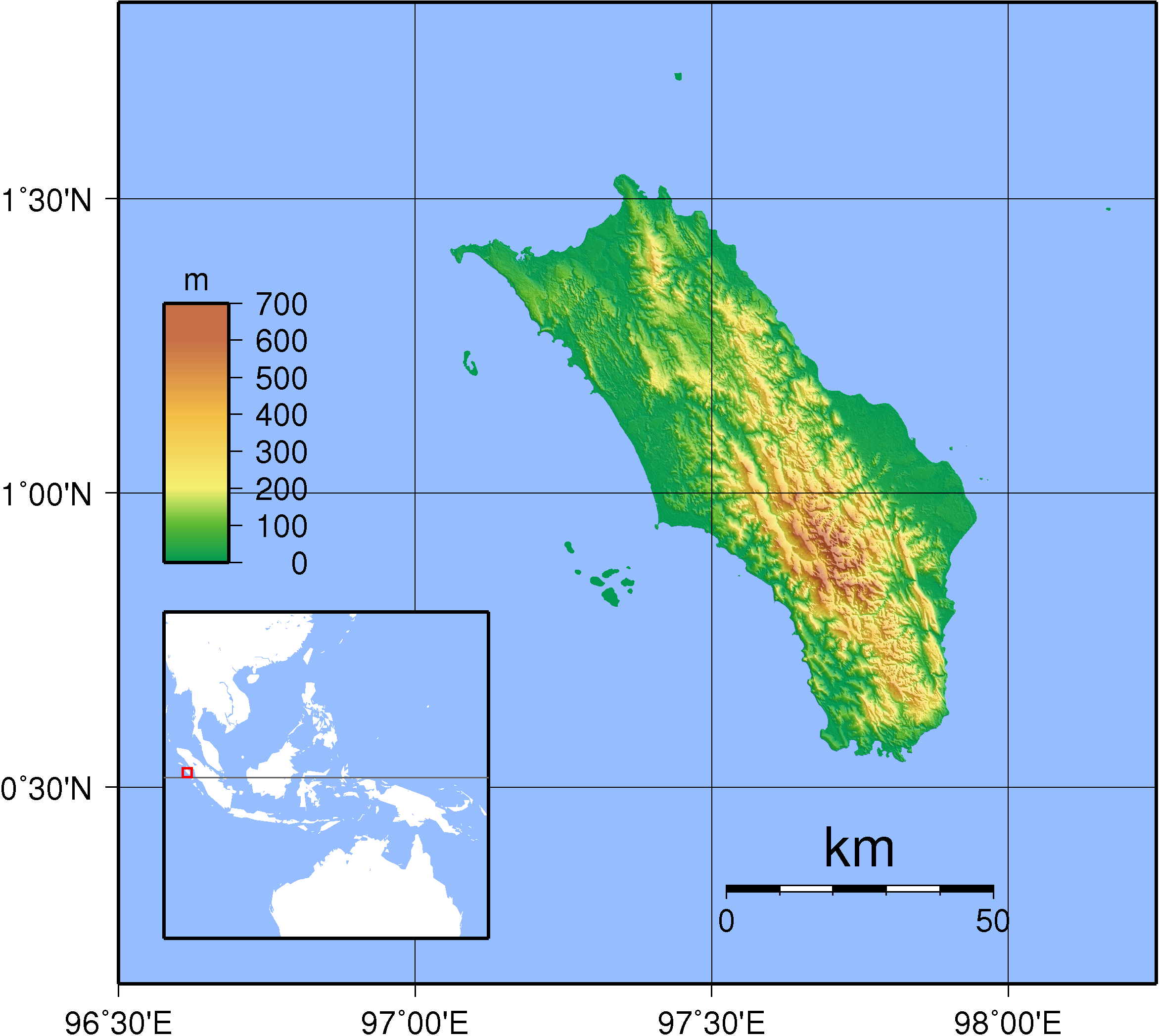
Mapa topográfico de Nías.

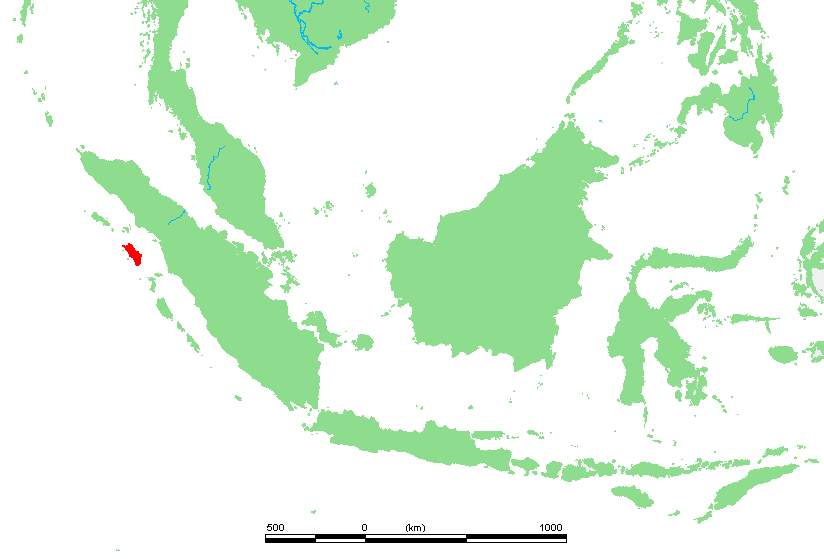
Localización de Nías en Indonesia.

Nías (Tanö Niha en lengua nías; Pulau Nias en indonesio) es una isla indonesia, situada a 125 km de la costa occidental de Sumatra, en el océano Índico. Conforma, junto a las islas Hinako y otros islotes más pequeños el denominado archipiélago de Nías (Kepulauan Nias). Forma parte de la cadena de islas paralela y al sur de la isla de Sumatra, con la isla de Simeulue 140 km al noroeste, las Islas Banyak al norte, las islas Batu 80 km al sudeste y más al sudeste las islas Mentawai.
Tiene una superficie de 5.625 km² y unos 640.000 habitantes. Sus localidades principales son Gunung Sitoli y Teluk Dalam.
El pueblo Nías tiene lengua propia, si bien en las escuelas se estudia el indonesio y, por el turismo, se habla inglés. Conviven comunidades musulmanas, católicas y protestantes.
Los tsunamis de diciembre de 2004 se cobraron 122 vidas en Nías, y el terremoto posterior de Sumatra de 2005 más de 800.